# Romsdal
Le Romsdal est un landskap et un district de Norvège, situé dans le comté de Møre og Romsdal. Il est composé de 8 communes :  Aukra, Fræna, Midsund, Molde, Nesset, Sandøy, Rauma et Vestnes.

Le district du Romsdal

Le Romsdal a une superficie totale de 3 807km² et 58 535 habitants au 1er janvier 2012. Romsdal est l'un des 15 districts qui composent la région de la côte ouest.

## Communes du district
| Nr de commune | Blason                | Nom     | Population | Superficie | Norme   |
| ------------- | --------------------- | ------- | ---------- | ---------- | ------- |
| 1502          | Moldes kommunevåpen   | Molde   | 25 488     | 363        | Neutre  |
| 1535          | Vestness kommunevåpen | Vestnes | 6 539      | 352        | Nynorsk |
| 1539          | Raumas kommunevåpen   | Rauma   | 7 428      | 1 502      | Neutre  |
| 1543          | Nessets kommunevåpen  | Nesset  | 3 004      | 1 046      | Nynorsk |
| 1545          | Midsunds kommunevåpen | Midsund | 1 988      | 95         | Nynorsk |
| 1546          | Sandøys kommunevåpen  | Sandøy  | 1 315      | 20         | Nynorsk |
| 1547          | Aukras kommunevåpen   | Aukra   | 3 289      | 59         | Nynorsk |
| 1548          | Frænas kommunevåpen   | Fræna   | 9 484      | 369        | Nynorsk |

## Localités
Villes et localités dans les 8 communes (classées selon la population) :
Molde, Elnesvågen, Vestnes, Åndalsnes, Isfjorden, Tomra, Hjelset, Eidsvåg, Bud,
Aukra, Kleive, Steinshamn, Voll, Midsund, Tornes, Malme, Nesjestranda, Sylte,
Rausand, Røbekk, Hovdenakken, Brønnsletten, Innfjorden, Tresfjord, Torhaug
et Nerland.